# Preduzeće Tito Sarajevo
Preduzeće Tito Sarajevo was een Joegoslavische fabrikant van auto's en motorfietsen. 

## Geschiedenis

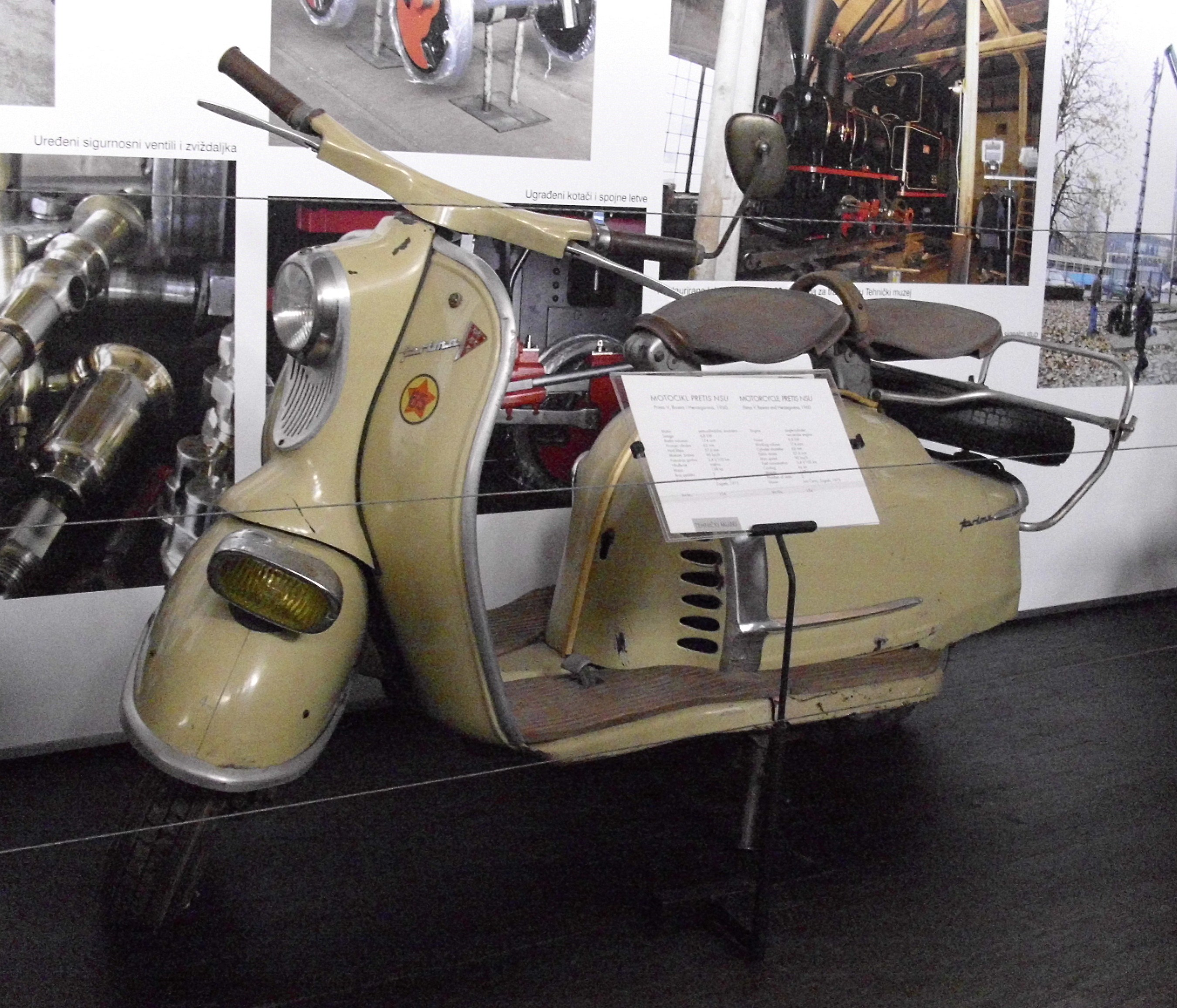
Pretis-NSU motorscooter uit 1960

Het bedrijf werd in 1948 in Vogošća nabij Sarajevo opgericht als wapenproducent. In 1963 nam het bedrijf de productiefaciliteiten over van de NSU-motorfietsfabrieken en de licentie om motorfietsen en scooters te produceren. Later werden ook auto's gemaakt. De merknaam was Pretis of NSU-Pretis. 
In 1967 fuseerde het bedrijf met drie andere wapenfabrikanten om de UNIS-holding te vormen. UNIS en Volkswagen AG richtten in 1972 Tvornica Automobila Sarajevo op voor de productie van auto's.
Cimos · IMV · Litostroj · Pretis · TAS · Tomos · Yugo · Zastava